# Monology (Kundera)
Monology je název poslední básnické sbírky Milana Kundery z roku 1957. Společným jmenovatelem obsažených básní jsou kritické momenty ve vztazích mezi mužem a ženou.
Jde o v pořadí třetí literární počin autora a zároveň poslední z jeho tří básnických sbírek (po Člověk, zahrada širá vydané 1953 a Poslední máj z roku 1955). Později Kundera poezii opustil a věnoval se již výhradně románové tvorbě, divadelním hrám, esejům a próze. Poprvé byly Monology vydány v roce 1957, druhé, přepracované vydání pak roku 1964, a to poslední, třetí v roce 1965. Leč sám Kundera po své emigraci odmítal nová vydání svých raných děl a málokdy se k nim hlásil, včetně těch básnických, intimní lyrika obsažená v Monolozích se přesto stala předobrazem pro jeho pozdější románovou tvorbu, jak tvrdí Jakub Češka ve své knize Za poetikou Milana Kundery (2022).